# Hranatý meloun

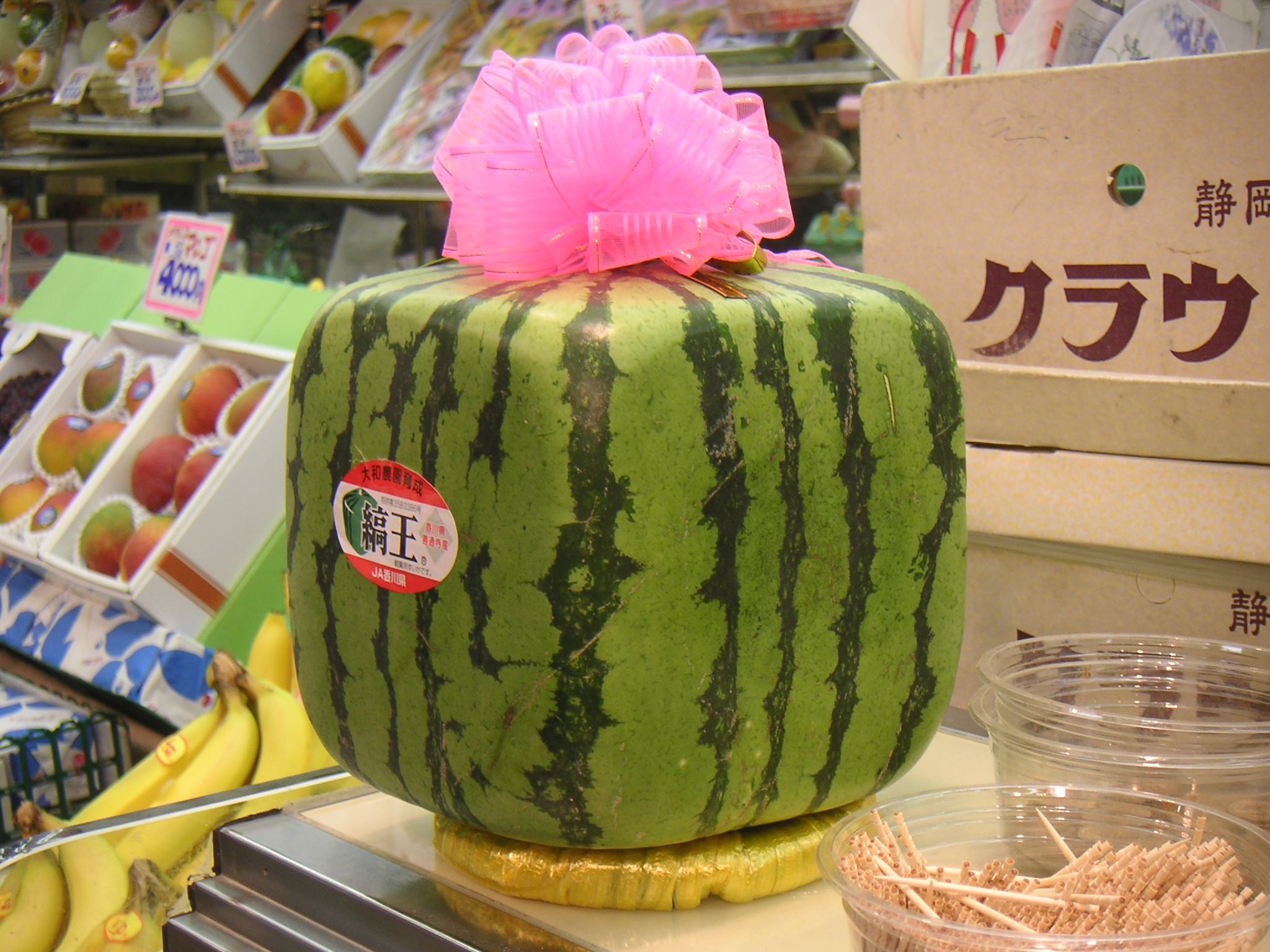
Hranatý vodní meloun prodávaný v Japonsku

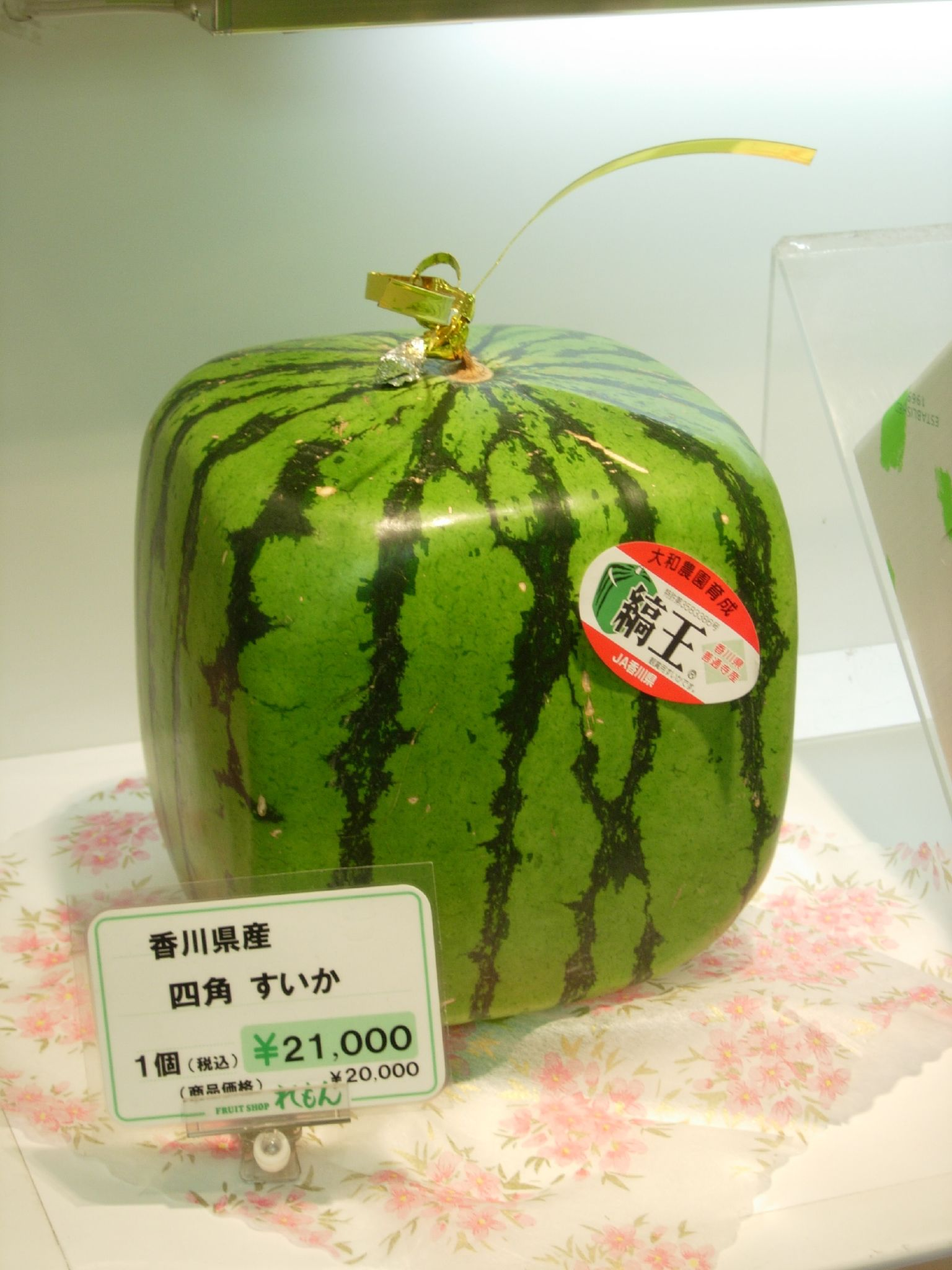
Hranatý meloun

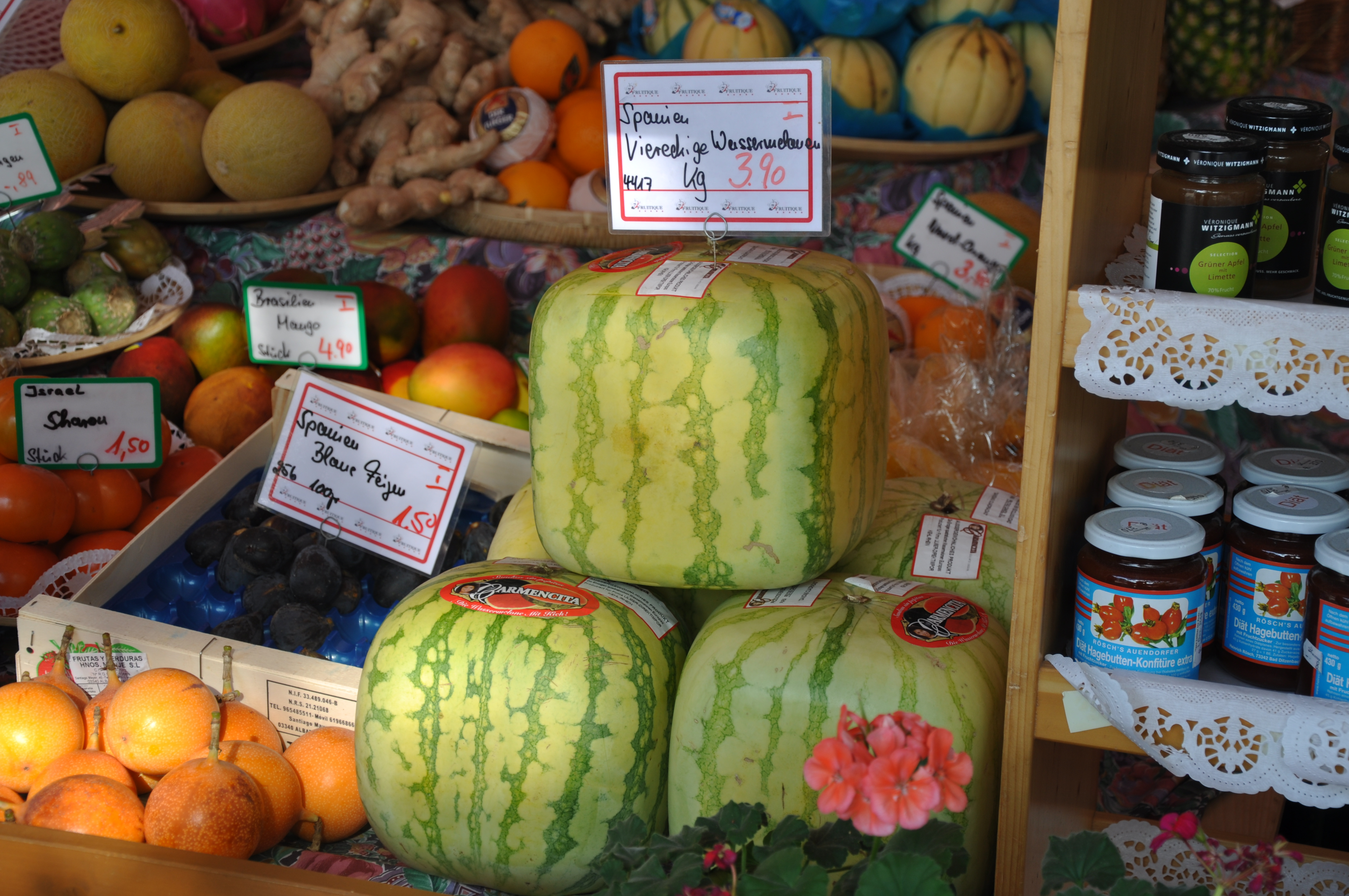
Hranaté melouny na tržnici v Mnichově

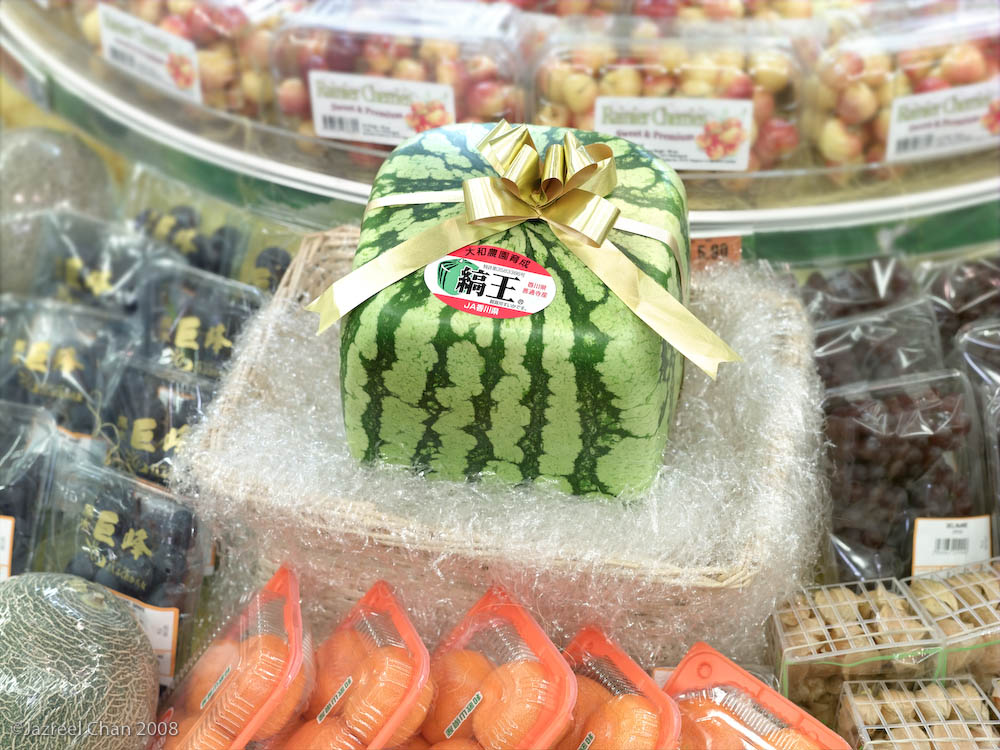
Japonský hranatý meloun

Hranatý meloun (japonsky 四角スイカ, šikaku suika) je vodní meloun ve tvaru krychle. Hranaté vodní melouny jsou rozšířené především v Japonsku, kde se používají jako dekorace a jsou zde prodávané za vysoké ceny.
Nejedná se o speciální odrůdu, ale o běžný vodní meloun, okolo kterého je během růstu umístěna průhledná krychle. Meloun je nutné otáčet, aby dosáhl požadovaného tvaru. V průhledné krychli ale nedozrává, všechny hranaté melouny jsou proto nezralé a nejsou určené ke konzumaci. Používají se pouze jako dekorace, při pokojové teplotě vydrží zhruba měsíc. Krom toho značná část melounů do požadovaného tvaru nikdy nedoroste, což také zvyšuje jejich cenu.
Krom hranatých melounů existují také melouny jiných tvarů, například pyramidy nebo srdce. Vytvářejí se stejně jako hranaté melouny, pomocí průhledné krabice.

## Historie
Koncept hranatých melounů vymyslel japonský designér Tomojuki Ono v roce 1978, kdy je prezentoval v galerii na Ginze v Tokiu. Svůj nápad si nechal patentovat v USA. Původně byly hranaté melouny určené k tomu, aby bylo snazší je umístit do lednice.
Tomojuki Ono hranaté melouny poprvé vypěstoval na poli u malého města Zencúdži v prefektuře Kagawa na ostrově Šikoku. Hranaté melouny se tam pěstují dodnes, a jsou prezentovány jako místní specialita.
Hranaté melouny se staly brzy v Japonsku velmi populární, přestože byly prodávané za velmi vysoké částky. Staly se symbolem luxusu. Krom toho i dříve v Japonsku existovala tradice luxusního ovoce, které si Japonci mezi sebou dávali jakožto dárky a které se používalo jako dekorace. Spolu s rostoucí popularitou hranatých melounů začala klesat i jejich cena: v roce 2024 bylo možné sehnat jeden hranatý meloun ze ekvivalent zhruba 1 500 nebo 2 000 Kč, v předchozích letech ale byla cena několikanásobně vyšší.
Hranaté melouny se rozšířily i do dalších zemí, například do Německa, Kanady nebo Brazílie.